# ГКПП Рудозем – Ксанти
ГКПП Рудозем - Ксанти е разположен на главния път Ксанти – Шахин – Рудозем – Смолян. 

## История
Първата копка на граничния пункт е направена през януари 2020 година, когато се очаква да бъде готов до края на същата година, но строителството му продължава и след това. От българска страна пунктът е завършен през 2021 г., а от гръцка на практика до края на 2024 г. Той е седмият пукнкт на границата с Гърция. ГКПП-то е разположено в т. нар. Беломорски проход. Проходът свързва долината на Чепинска река (десен приток на Арда) с долината на река Сушица (на гръцки Компсатос), вливаща се в езерото Буругьол. Отварянето на пунктта се отлага многократно през годините от гръцка страна. 
През декември 2024 г. е обявено окончателно, че пунктът ще бъде отворен на 1 януари 2025 година, когато се очаква последната недовършена отсечка от Демирджик до границата с България да бъде напълно готова. Впоследствие, откриването е отложено за пореден път за неопределено време и поради неясни причини. На 23 март 2025 година е организиран протест от българска страна. Това става поради факта, че през 2025 година от гръцка страна на готовия пункт без обяснения е сложена допълнителна ограда, препречваща достъпа освен на автомобили, вече и на пешеходци и колоездачи. Появява се информация, че по изграденото ново 8 км трасе от границата с България до Демирджик след Нова година се е активирало около 150-метрово свлачище, по което се работи и това е една от причините, за да се бави пускането на пътя.
В края на април 2025 г. премиерът Желязков неочаквано заявява, че в Гърция има участък, който е предмет на съдебни спорове и неговото довършване ще отнеме доста време. Според него, българската страна ще настоява за отваряне на граничния пункт през 2026 година. В различни коментари се сочи, че причина за отлагането от гръцка страна, е неподновяването на изтеклата през 2024 г. 60-годишна спогодба за съвместно ползване на водите на река Арда. Гърция е настояла двете страни да сключат до края на май 2025 г. дългосрочно споразумение за осигуряването на регулирано водоподаване, но българската страна не е приела.